# Heinz Reise
Heinz Reise (geboren 21. April 1913 in Naumburg (Saale); † 7. Februar 1982) war ein deutscher Heraldiker, Genealoge und Verleger in Göttingen.

## Leben
Heinz Reise war Inhaber des gleichnamigen Verlages in Göttingen, Herausgeber vorwiegend heimatkundlicher, genealogischer sowie heraldischer Schriften und Bücher.

## Werke (Auswahl)

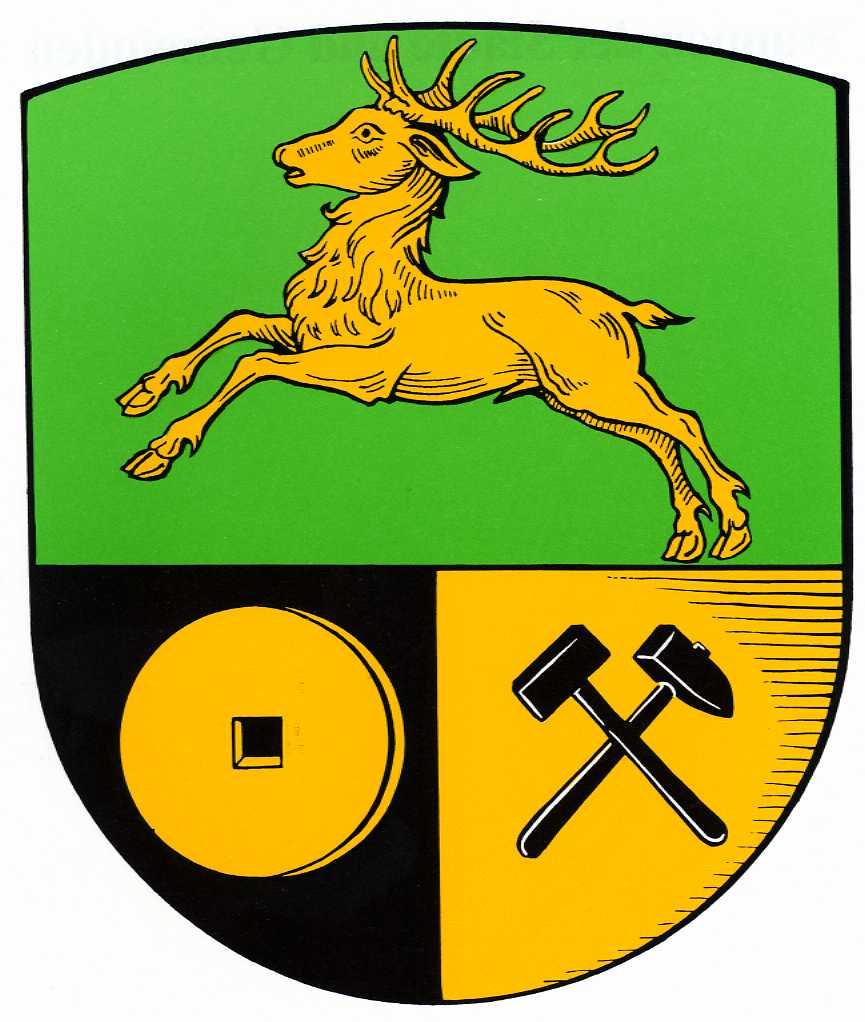
Das Wappen der Stadt Barsinghausen

- Er entwarf die „Johann-Christoph-Gatterer-Medaille“, die 1954 von der „Genealogisch-Heraldischen Gesellschaft Göttingen“ (GHGG)  im Andenken an den großen Göttinger Historiker und Begründer der wissenschaftlichen Genealogie gestiftet wurde.
- Das Wappen der Stadt Barsinghausen, Verleihung durch den Niedersächsischen Minister des Innern am 31. August 1950

## Ehrungen
- Johann Christoph Gatterer-Medaille (1963)
- Ehrendoktor (Dr. phil. h. c.) der Emerson University, Los Angeles, USA